# 上海韩国外籍人员子女学校
上海韩国外籍人员子女学校( 韓語：상해한국학교）是一所位於中華人民共和國上海市闵行区華漕鎮的韓國國際學校。該校有小学生、初中生以及高中生。 該校成立於1999年10月27日。2006年3月，新校舍建成。新校舍受到韓國政府的資助。2006年6月2日，該校增設高中部。